# 黒沢博幸
黒澤 博幸（くろさわ ひろゆき、1972年11月10日 - ）は、日本の音楽家・津軽三味線奏者。津軽三味線黒澤会会主。HIRO KUROSAWA の名前で音楽ユニット天地人の主要メンバーとしても活動している。
岩手県盛岡市生まれ。